# Bathydorus fimbriatus
Bathydorus fimbriatus är en svampdjursart som beskrevs av Schulze 1886. Bathydorus fimbriatus ingår i släktet Bathydorus och familjen Rossellidae. Inga underarter finns listade i Catalogue of Life.